# Sansin

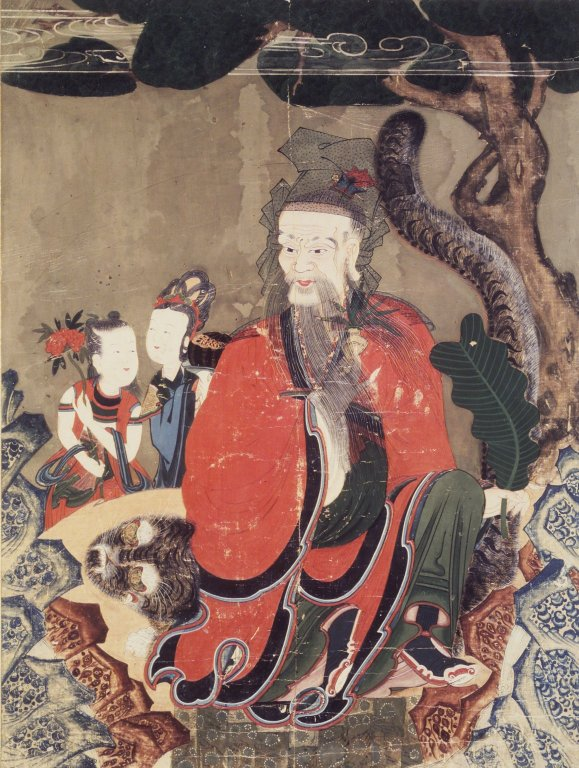
Rappresentazione coreana di un sansin

Sansin o Sanshin (산신?, 山神?) è il nome con cui vengono indicate, nel pantheon locale coreano, le divinità che risiedono e proteggono le montagne. La figura del sansin è generalmente rappresentata come un uomo anziano (più raramente, come una donna in età matura) in abiti tradizionali confuciani, sempre accompagnato da una tigre e da un albero di pino rosso coreano.

## Storia
Essendo prettamente montuosa, la Corea assistette fin dalle origini della civiltà alla nascita di culti dedicati alle divinità delle montagne. Alcune fonti cinesi riportano traccia di tali credenze e di come gli spiriti delle montagne fossero rispettati e venerati come divinità. Persino la figura stessa della tigre, molto ricorrente nell'iconografia locale, veniva a volte associata e riconosciuta come divinità della montagna.
Similmente ad altre religioni orientali, le credenze coreane vedevano nella montagna un luogo proteso verso il cielo. Per questo motivo vette, scarpate e valli venivano spesso considerate luoghi mistici, in cui era possibile mettersi in contatto con gli spiriti e ottenere l'illuminazione.
Dangun, il mitologico fondatore della Corea, al termine della sua lunga vita mortale si trasformò nel sansin di Asadal (leggendaria capitale del regno di Gojoseon). La natura di Dangun sembrò sancire l'iconografico aspetto maschile della figura, nonostante in questo primo periodo la maggior parte dei sansin rimase comunque rappresentato con caratteristiche femminili. A partire dal periodo Goryeo, tuttavia, i sansin cominciarono ad assumere nell'iconografia una natura sempre più maschile, probabilmente in concomitanza con il mutamento culturale verso una società patriarcale.
Anche nelle epoche successive spesso il potere spirituale e quello temporale conservarono le tracce delle antiche credenze ruotanti intorno al culto di questa figura, credenze che dimostrano l'importanza geopolitica delle montagne e il posto di rilievo che la divinità occupava nella vita personale e politica dello stato. Nel periodo Goguryeo, ad esempio, il santuario nazionale di Gollyeong veniva venerato come un luogo sacro, in cui si diceva che il cielo avesse costruito un castello per Re Dongmyeong. Inoltre, alcuni re, come Re Talhae, vennero riconosciuti come divinità delle montagne, allo stesso modo di Dangun.

In epoca moderna è possibile trovare dei sanshin-gak (santuari dedicati al Sansin) in villaggi tradizionali, presso altari di culto sciamanico o in templi buddhisti. Ulteriori elementi dedicati alla figura del Sansin sono degli altari chiamati sanshin-dang. Le divinità vengono venerate attraverso delle cerimonie chiamate Sanshin-je, e dei rituali chiamati Seonang-gut. Tali pratiche possono essere pubbliche o private.

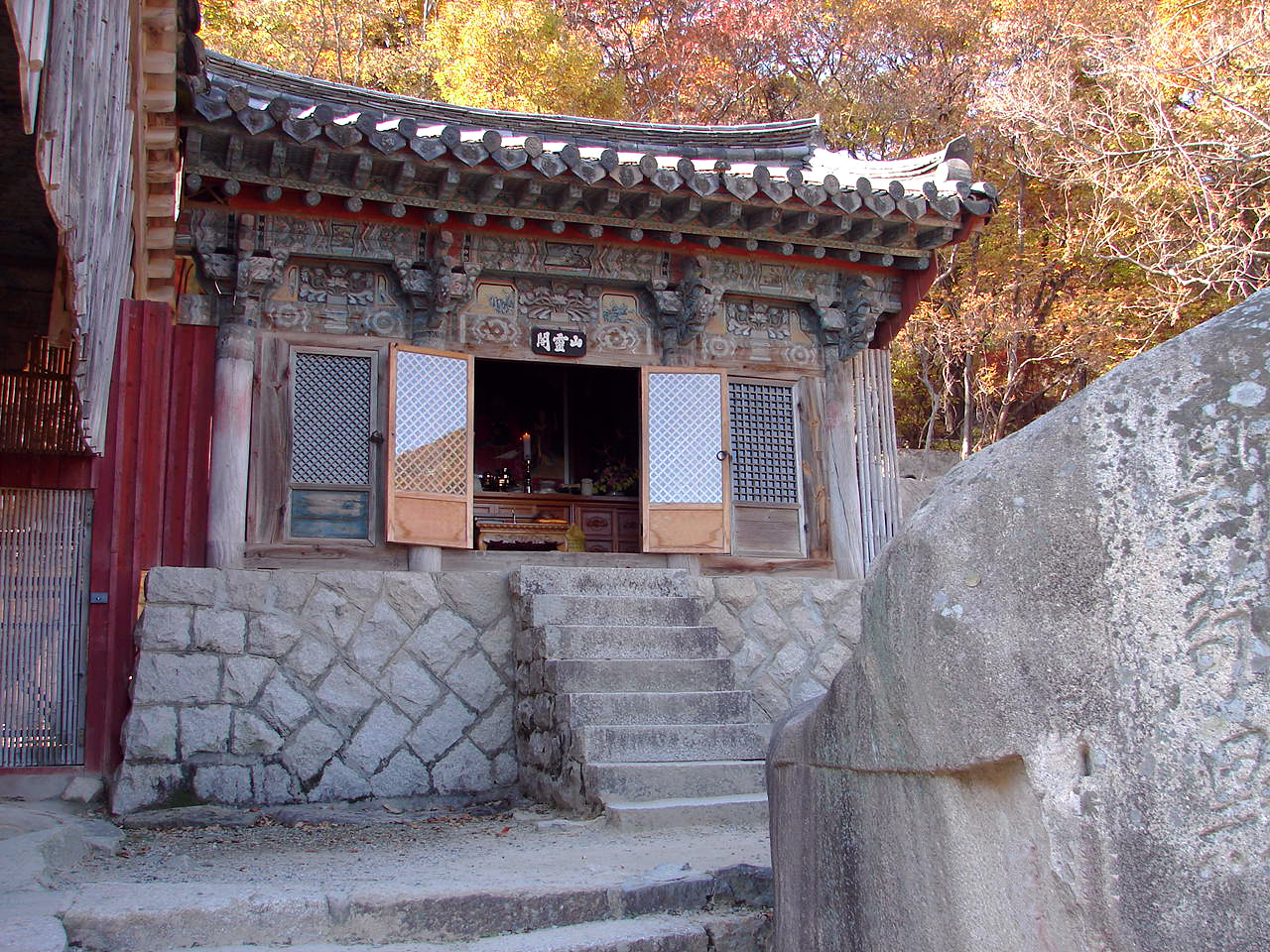
Il Sanshin-gak del tempio Beomeosa, a Pusan

## Iconografia
L'iconografia dei Sansin è variegata e sincretica. Le rappresentazioni di queste divinità possono trovarsi in luoghi di culto sciamanico, buddhista, taoista e confuciano.
Solitamente il Sansin è rappresentato in forma maschile, come un uomo anziano e saggio, accompagnato sullo sfondo da una tigre (animale sacro delle montagne) e da un albero di pino rosso coreano. Esistono altri elementi che possono apparire sullo sfondo o in primo piano, ciascuno di essi ha un importante valore simbolico. Alcuni di questi, spesso ricorrenti nell'iconografia, sono:
- Il Bambino Immortale: motivo ricorrente nel buddhismo e taoismo;
- Simboli di salute e longevità: a volte tenuti in mano dalla divinità;
- Il Sinseon-dae: si tratta di una roccia di montagna, generalmente in prossimità di uno strapiombo, accompagnata da una vista magnifica. Si ritiene essere il luogo ideale per la meditazione e l'ottenimento dell'illuminazione.[2]